# SEED
SEED je bloková šifra standardizovaná v roce 1998 vládní Korejskou agenturou pro informační bezpečnost jako standard pro šifrování internetové komunikace v Jižní Koreji. Důvodem vzniku vlastní šifry byla nedostatečná bezpečnost dostupného 40bitového šifrování.
Z technického hlediska se jedná o Feistelovu šifru o 16 rundách s délkou klíče 128 bitů a velikostí bloku rovněž 128 bitů. Nejlepší známý kryptoanalytický útok snižuje pomocí diferenční kryptoanalýzy bezpečnost šifry zkrácené na osm rund na 122 bitů.
Formální podpora pro šifru SEED byla zahrnuta do nejpoužívanějších standardů internetových bezpečnostních protokolů (např. TLS, S/MIME a IPsec) a šifra samotná je veřejně definována i v samostatném RFC (původně RFC 4009, nahrazeno RFC 4269), ale její faktická podpora v softwaru je vzácná. Její prvotní implementace v ActiveX vedle k etablování zabezpečování jihokorejských webů touto technologií a v důsledku k tomu, že prakticky jediným používaným webovým prohlížečem v Jižní Koreji zůstal Internet Explorer i dlouho poté, kdy jej ve zbytku světa začaly dohánět a předhánět jiné prohlížeče. Mozilla Firefox sice nabízela v některých verzích pro SEED omezenou podporu, ale později ji zase zrušila.